# Emanuel Filibert Savojský (1628–1709)
Emanuel Filibert Savojský (20. srpna 1628 Moûtiers – 23. dubna 1709 Turín), 2. kníže z Carignana, byl synem a dědicem Tomáše Františka Savojského. Nechal postavit Palazzo Carignano v Turíně.

## Život
Narodil se jako hluchý v Moûtiers v Savojsku. Jeho hluchota jeho rodinu velmi znepokojovala. Nakonec se však naučil komunikovat s ostatními čtením ze rtů a přestože to bylo těžké, uměl mluvit několika slovy.
Jako malý byl poslán ke španělskému knězi Donu Manuelovi Ramirezovi, slavnému učiteli neslyšících ve Španělsku. Pod jeho vedením se Emanuel Filibert naučil číst a psát. Pod vedením Alessandra Tesaura pokračoval ve studiu řady věd, v čemž ukázal velké nadání.
Ve svých 20 letech Emanuel Filibert následoval svého otce Tomáše na jeho poslední tažení do Lombardie, prokázal velkou zdatnost a o dva roky později byl jmenován plukovníkem kavalérie ve službách svého vzdáleného bratrance francouzského krále Ludvíka XIV.
V roce 1658 ho jeho bratranec Karel Emanuel II. Savojský jmenoval generálporučíkem a v roce 1663 guvernérem Asti. Když Karel Emanuel v roce 1675 zemřel, bylo jeho synovi a dědici Viktorovi Amadeovi devět let, a tak se stal Emanuel Filbert domnělým dědicem Savojska, než se Viktorovi Amadeovi narodil v roce 1699 mužský dědic.
Emanuel Filibert, velký znalec architektury, nechal postavit Palazzo Carignano v Turíně; stavba probíhala v letech 1679 až 1684. Také nařídil velké renovace zámku Racconigi. Guarino Guarini přestavěl starší obydlí, zatímco projekt parku byl svěřen André Le Nôtreovi, který vytvořil nádherné zahrady ve francouzském stylu.
V listopadu 1701 Emanuel Filibert zastupoval Filipa V. Španělského během jeho sňatku v zastoupení s Marií Luisou Savojskou. Byl také kmotrem sestry Marie Luisy, princezny Marie Adelaidy, matky francouzského krále Ludvíka XV.
Emanuel Filibert zemřel 21. dubna 1709 ve věku 80 let v Turíně.

## Manželství a potomci

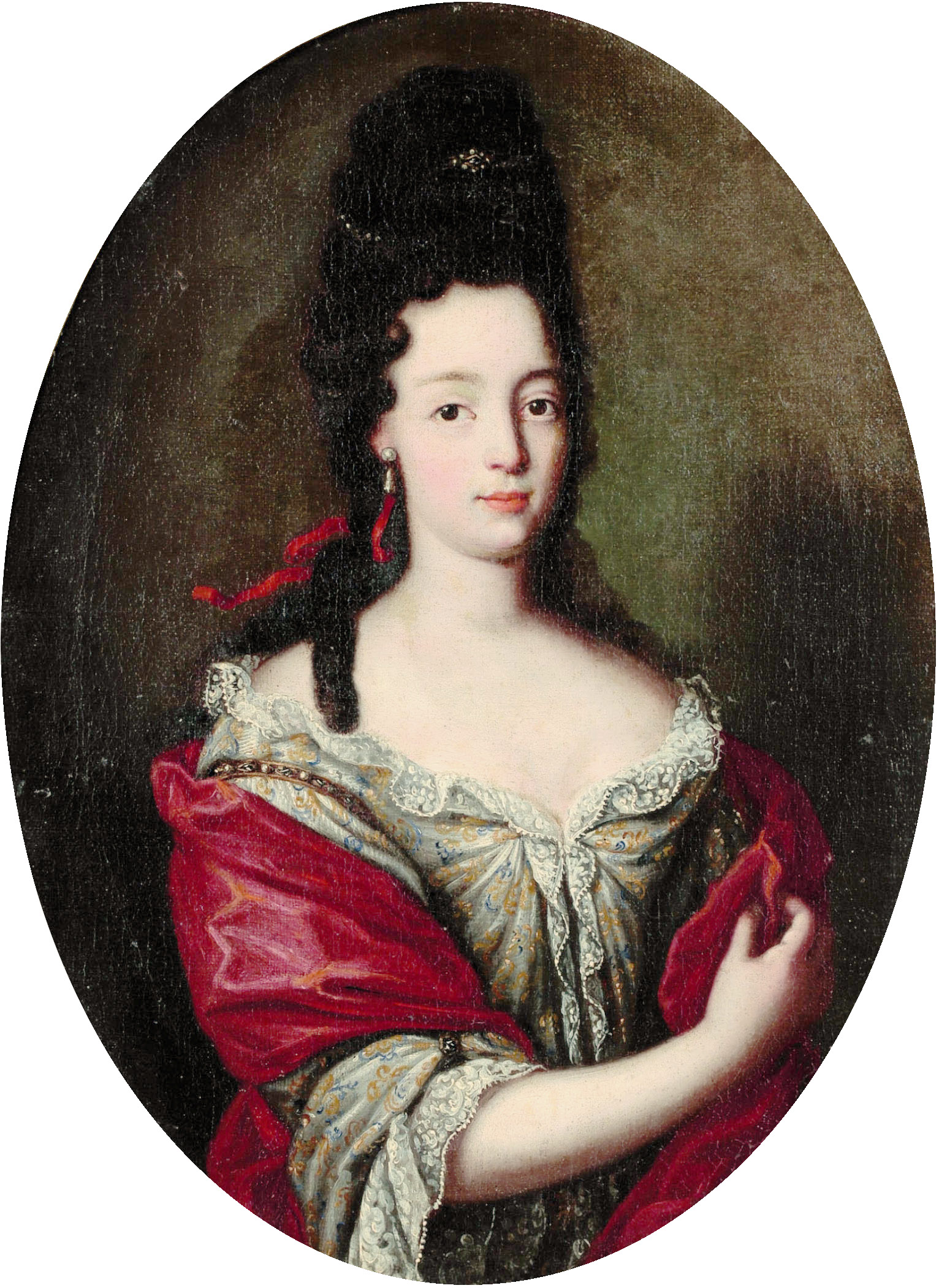
Marie Angela Kateřina

10. listopadu 1684 se šestapadesátiletý Emanuel Filibert na zámku Racconigi oženil s o dvacet osm let mladší Marií Angelou Kateřinou d'Este, krásnou dcerou generála Borsa d'Este, člena vévodské rodiny z Modeny, a jeho neteře Ippolity d'Este. S tímto sňatkem nesouhlasil francouzský král Ludvík XIV., který chtěl, aby se Emanuel Filibert vzhledem k tomu, že byl savojským dědicem, oženil s francouzskou princeznou (Marií Terezou Bourbonskou nebo jednou z jejích sester, protože Ludvík XIV. neměl žádnou manželskou dceru).
V roce 1685 po přímluvě Viktora Amadea Emanuel Filibert získal povolení od Ludvíka XIV. k návratu do Turína. S manželkou měl Emanuel dva syny a dvě dcery, z nichž měl pouze jediný syn vlastní potomkyː
- Marie Isabela Savojská (14. března 1687 – 2. května 1767)
- Marie Viktorie Savojská (12. února 1688 – 18. května 1763)
- Viktor Amadeus I. z Carignana (1. března 1690 – 4. dubna 1741), ⚭ 1714 Marie Viktorie Savojská (9. února 1690 – 8. července 1766)
- Tomáš Filip Kajetán Savojský (10. května 1696 – 12. září 1715)

## Vývod z předků
|                           |                             |  |                      |                                          |  |  |  |  |  |  |  | Karel III. Savojský |
|                           |                             |  |                      |                                          |  |  |  |  |  |  |  |                     |
|                           | Emanuel Filibert Savojský   |  |                      |                                          |  |  |  |  |  |  |  |                     |
|                           |                             |  |                      |                                          |  |  |  |  |  |  |  |                     |
|                           |                             |  |                      | Beatrix Portugalská                      |  |  |  |  |  |  |  |                     |
|                           |                             |  |                      |                                          |  |  |  |  |  |  |  |                     |
|                           | Karel Emanuel I. Savojský   |  |                      |                                          |  |  |  |  |  |  |  |                     |
|                           |                             |  |                      |                                          |  |  |  |  |  |  |  |                     |
|                           |                             |  |                      | František I. Francouzský                 |  |  |  |  |  |  |  |                     |
|                           |                             |  |                      |                                          |  |  |  |  |  |  |  |                     |
|                           | Markéta Francouzská         |  |                      |                                          |  |  |  |  |  |  |  |                     |
|                           |                             |  |                      |                                          |  |  |  |  |  |  |  |                     |
|                           |                             |  |                      | Klaudie Francouzská                      |  |  |  |  |  |  |  |                     |
|                           |                             |  |                      |                                          |  |  |  |  |  |  |  |                     |
|                           | Tomáš František Savojský    |  |                      |                                          |  |  |  |  |  |  |  |                     |
|                           |                             |  |                      |                                          |  |  |  |  |  |  |  |                     |
|                           |                             |  |                      | Karel V.                                 |  |  |  |  |  |  |  |                     |
|                           |                             |  |                      |                                          |  |  |  |  |  |  |  |                     |
|                           | Filip II. Španělský         |  |                      |                                          |  |  |  |  |  |  |  |                     |
|                           |                             |  |                      |                                          |  |  |  |  |  |  |  |                     |
|                           |                             |  |                      | Isabela Portugalská                      |  |  |  |  |  |  |  |                     |
|                           |                             |  |                      |                                          |  |  |  |  |  |  |  |                     |
|                           | Kateřina Michaela Španělská |  |                      |                                          |  |  |  |  |  |  |  |                     |
|                           |                             |  |                      |                                          |  |  |  |  |  |  |  |                     |
|                           |                             |  |                      | Jindřich II. Francouzský                 |  |  |  |  |  |  |  |                     |
|                           |                             |  |                      |                                          |  |  |  |  |  |  |  |                     |
|                           | Alžběta z Valois            |  |                      |                                          |  |  |  |  |  |  |  |                     |
|                           |                             |  |                      |                                          |  |  |  |  |  |  |  |                     |
|                           |                             |  |                      | Kateřina Medicejská                      |  |  |  |  |  |  |  |                     |
|                           |                             |  |                      |                                          |  |  |  |  |  |  |  |                     |
| Emanuel Filibert Savojský |                             |  |                      |                                          |  |  |  |  |  |  |  |                     |
|                           |                             |  |                      |                                          |  |  |  |  |  |  |  |                     |
|                           |                             |  | Karel IV. Bourbonský |                                          |  |  |  |  |  |  |  |                     |
|                           |                             |  |                      |                                          |  |  |  |  |  |  |  |                     |
|                           | Ludvík I. de Condé          |  |                      |                                          |  |  |  |  |  |  |  |                     |
|                           |                             |  |                      |                                          |  |  |  |  |  |  |  |                     |
|                           |                             |  |                      | Františka z Alençonu                     |  |  |  |  |  |  |  |                     |
|                           |                             |  |                      |                                          |  |  |  |  |  |  |  |                     |
|                           | Karel, hrabě ze Soissons    |  |                      |                                          |  |  |  |  |  |  |  |                     |
|                           |                             |  |                      |                                          |  |  |  |  |  |  |  |                     |
|                           |                             |  |                      | František Orleánský                      |  |  |  |  |  |  |  |                     |
|                           |                             |  |                      |                                          |  |  |  |  |  |  |  |                     |
|                           | Františka Orleánská         |  |                      |                                          |  |  |  |  |  |  |  |                     |
|                           |                             |  |                      |                                          |  |  |  |  |  |  |  |                     |
|                           |                             |  |                      | Jacqueline de Rohan, markýza z Rothelinu |  |  |  |  |  |  |  |                     |
|                           |                             |  |                      |                                          |  |  |  |  |  |  |  |                     |
|                           | Marie Bourbonská            |  |                      |                                          |  |  |  |  |  |  |  |                     |
|                           |                             |  |                      |                                          |  |  |  |  |  |  |  |                     |
|                           |                             |  |                      | Georges de Montafié                      |  |  |  |  |  |  |  |                     |
|                           |                             |  |                      |                                          |  |  |  |  |  |  |  |                     |
|                           | Louis de Montafié           |  |                      |                                          |  |  |  |  |  |  |  |                     |
|                           |                             |  |                      |                                          |  |  |  |  |  |  |  |                     |
|                           |                             |  |                      | Matilda Solaro di Villanova              |  |  |  |  |  |  |  |                     |
|                           |                             |  |                      |                                          |  |  |  |  |  |  |  |                     |
|                           | Anne de Montafié            |  |                      |                                          |  |  |  |  |  |  |  |                     |
|                           |                             |  |                      |                                          |  |  |  |  |  |  |  |                     |
|                           |                             |  |                      | Louis de Coësmes                         |  |  |  |  |  |  |  |                     |
|                           |                             |  |                      |                                          |  |  |  |  |  |  |  |                     |
|                           | Jeanne-Françoise de Coeme   |  |                      |                                          |  |  |  |  |  |  |  |                     |
|                           |                             |  |                      |                                          |  |  |  |  |  |  |  |                     |
|                           |                             |  |                      | Anne de Pisseleu                         |  |  |  |  |  |  |  |                     |
|                           |                             |  |                      |                                          |  |  |  |  |  |  |  |                     |